# Callorhynchocotyle callorhynchi
Callorhynchocotyle callorhynchi är en plattmaskart som först beskrevs av Harold Winfred Manter 1955.  Callorhynchocotyle callorhynchi ingår i släktet Callorhynchocotyle och familjen Hexabothriidae. Inga underarter finns listade i Catalogue of Life.